# Gyöngyös autóbusz-állomás
Gyöngyös autóbusz-állomás egy gyöngyösi autóbusz-állomás, melyet a Volánbusz üzemeltet. Az állomásról helyközi buszok indulnak a környező települések felé, illetve távolsági autóbuszok Budapest, Eger, Jászberény irányába.

## Története

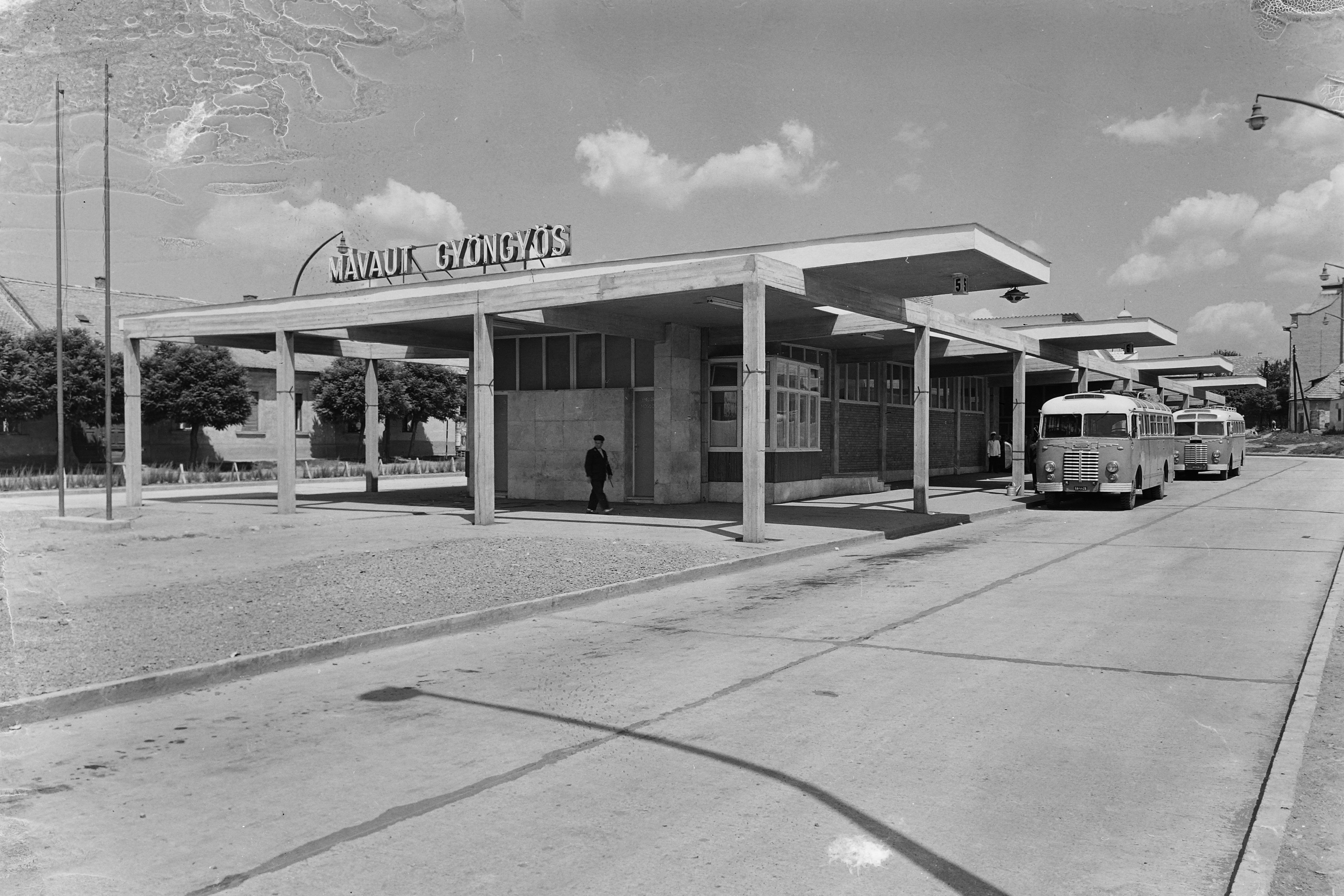
Az frissen elkészült autóbusz-állomás az 1960-as években

Csak idő kérdése volt, hogy Heves vármegyében mikor tör előre az autóbusz közlekedés, hiszen az 1870-es években kialakult helyzetet, miszerint a megye székhelye, Eger, illetve második legnagyobb települése, Gyöngyös vasúton csak vámosgyörki átszállással volt megközelíthető, korábban nem sikerült orvosolni. 1932 januárjában indult meg a Hatvan-Gyöngyös közötti autóbusz-közlekedés, napi három járattal (6.15., 16.50., 19.20.). 1935-ben új vonalakat hoztak létre, többek között Budapestről Gyöngyös, Eger és Kékestető irányába. A várost 1983-ban elérő M3-as autópálya hiányában addig természetesen minden járat érintette Hatvant. 2015-ben egy kisebb újítás keretein belül minden autóbusz kocsiállás fölé új digitális információs táblákat helyeztek el.

## Jövője
A 2022. december 11-től érvénybe lépő menetrendváltástól kezdve óránként közvetlen sebesvonat indul a Keleti pályaudvar és Gyöngyös között Mátra InterRégió néven, az egri Agria InterRégió járatokkal összehangolva. Így Budapest irányából a város már vasúton is közvetlen eljutási lehetőséget kap.
Az 1960-ban átadott terminál jelenlegi formájában fedett, részben nyitott. Zárt váróterem és pénztárak üzemelnek benne. Szűkös kapacitása már nehezen szolgálja ki a megnövekedett forgalmat. A belváros úthálózatának közlekedését is terheli. Korszerűtlen állapota miatt az ügyében már többször is folytak tárgyalások. A tervek szerint az autóbuszállomást a vasútállomáshoz közelebb, a Kömlei Károly Sporttelep helyére költöztetnék.

## Elhelyezkedése
A buszpályaudvar Gyöngyös belvárosában található.

## Állomást érintő járatok
1040, 1044, 1045, 1046, 1049, 1050, 1054, 1066, 1068, 1069, 1301, 1305, 1308, 1348, 1402, 1427, 1469, 1515
 411, 413, 415, 3445, 3448, 3471, 3492, 3602, 3604, 3610, 3612, 3650, 3651, 3652, 3655, 3656, 3660, 3661, 3662, 3663, 3664, 3665, 3666, 3670, 3671, 3673, 3675, 3676, 3677, 3678, 3680, 3681, 3685, 3688, 3691, 3693, 3694, 3696, 3697, 3698, 3699, 4602, 4653
 1

## Képek az 1960-as autóbusz-állomásról és jelenleg

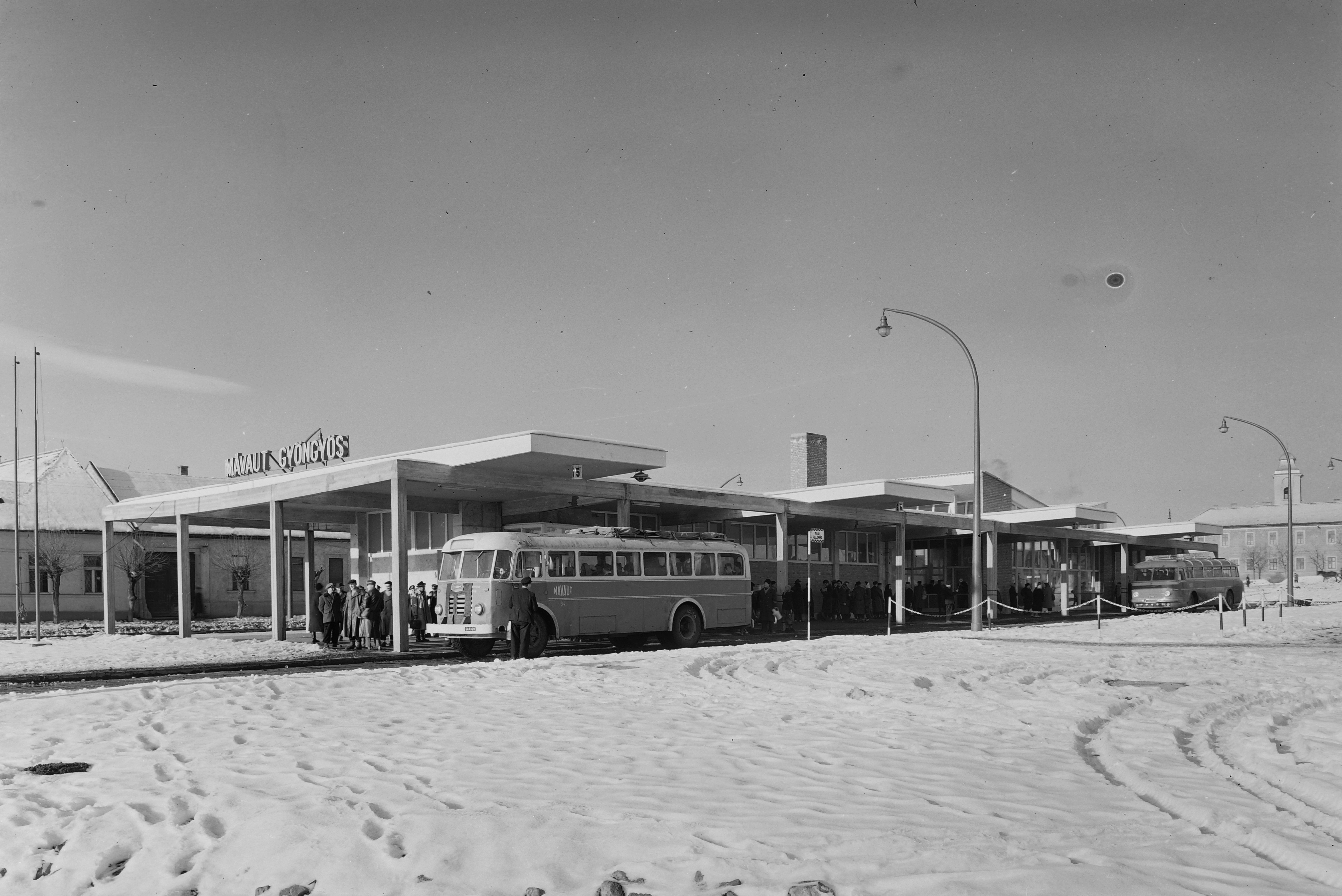
Utasok készülődése
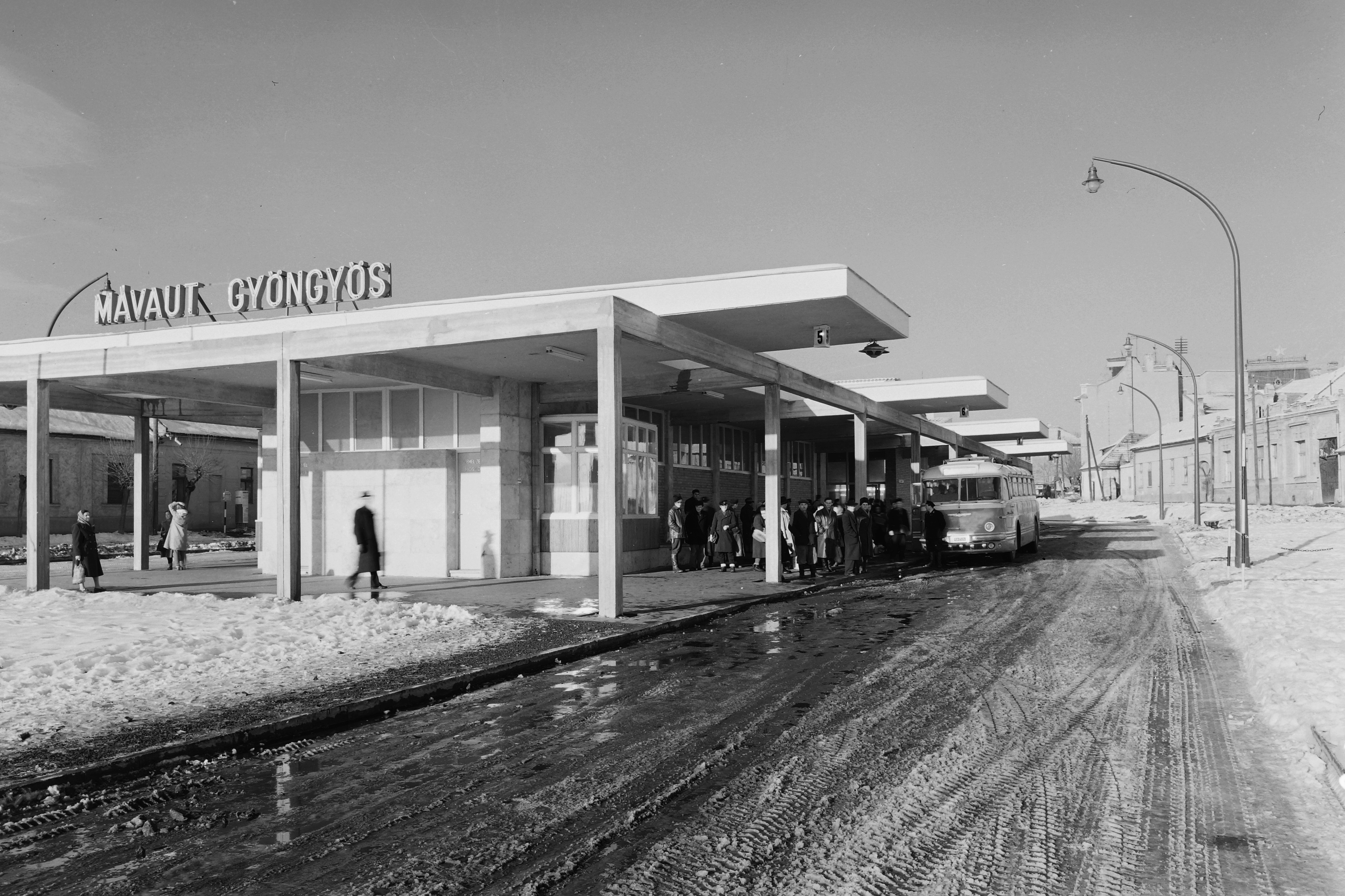
Utasok felszállása a buszra
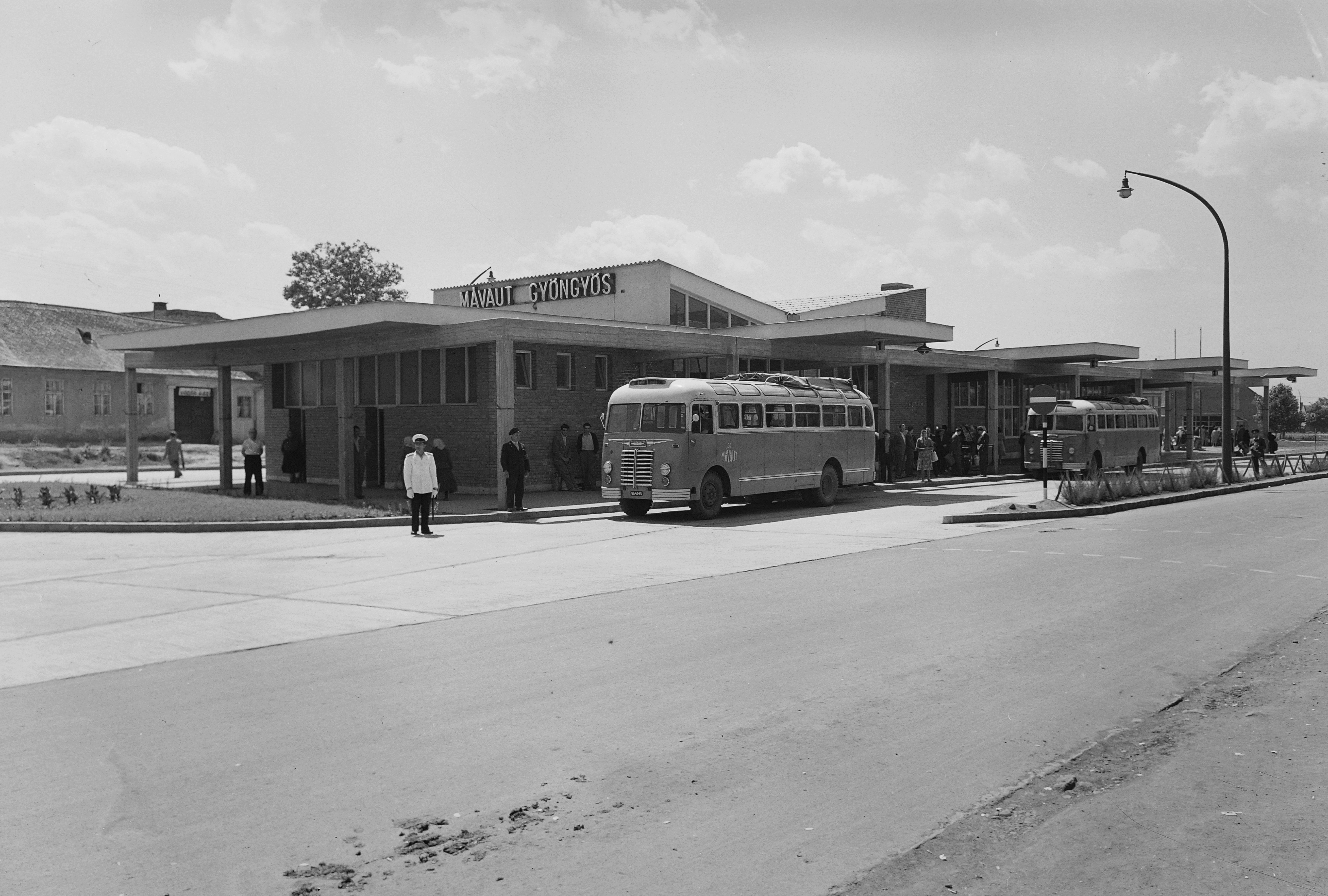
Két busz, rengeteg várakozó utas
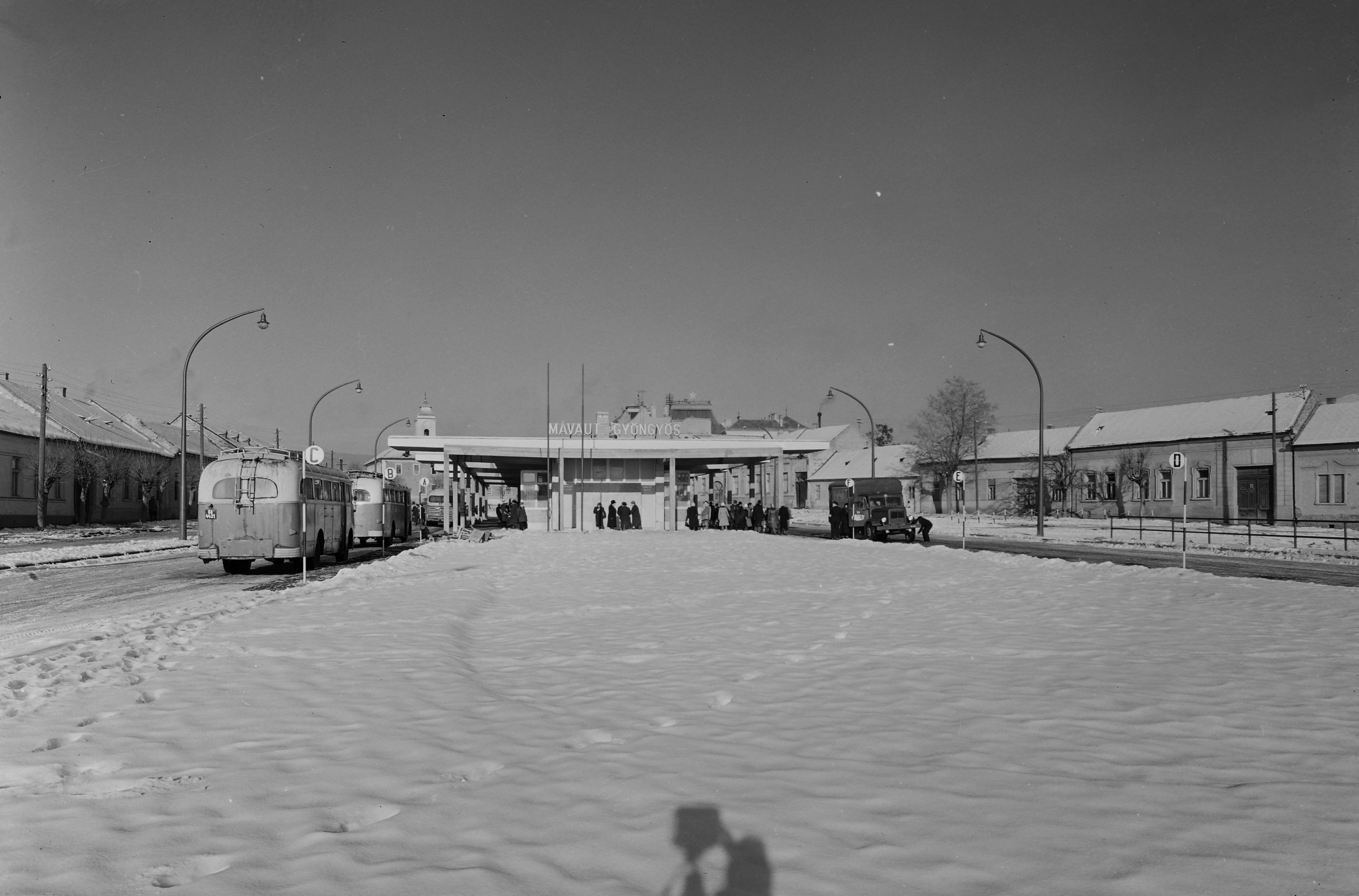
Elölnézet
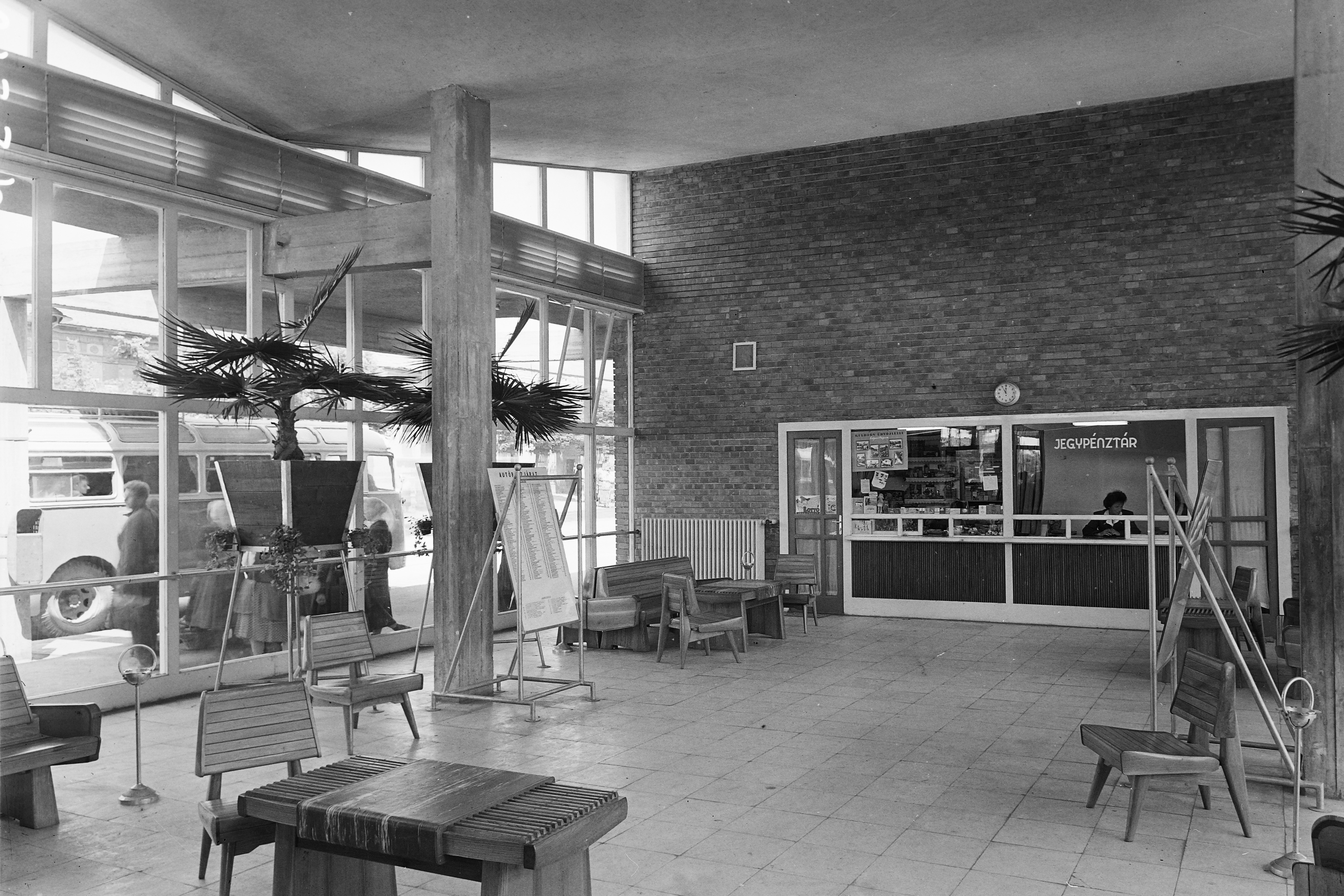
Az állomás váróterme
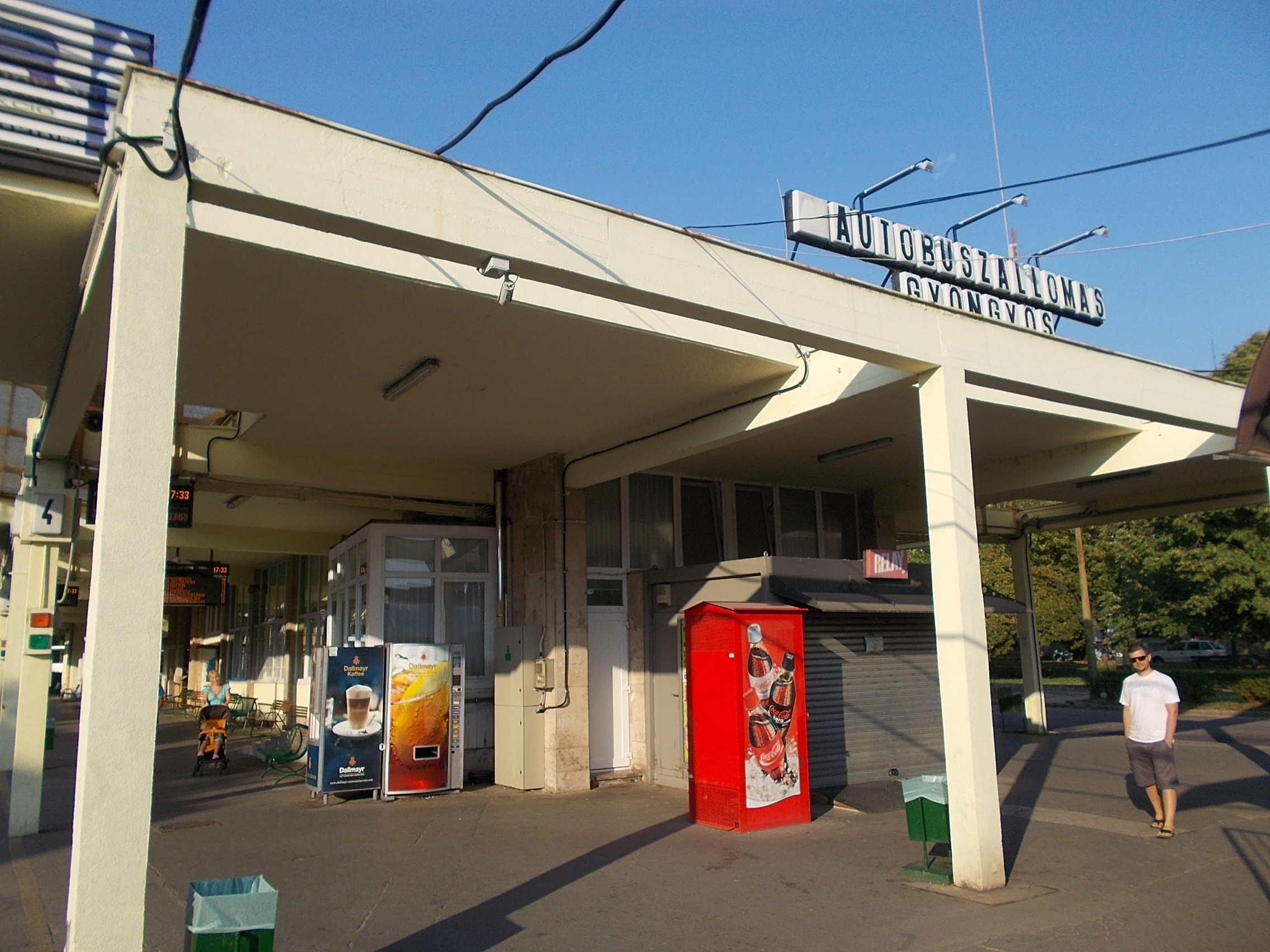
2015-ben